# Le Châtelier
Pour les articles homonymes, voir Le Châtellier.
Le Châtelier est une commune française, située dans le département de la Marne en région Grand Est.

## Géographie

### Localisation
Le Châtelier se trouve à l'est du département de la Marne, en région Grand Est, à la limite avec le département de la Meuse. La commune appartient à la région agricole de l'Argonne.
La commune du Châtelier s'étend sur une superficie de 1 070 hectares. Sur son territoire, l'altitude varie de 160 à 192 mètres. Le village du Châtelier se trouve à l'ouest de la commune, la partie orientale étant occupée par la forêt de Belval.
Par la route, Le Châtelier se situe à 47 km de Châlons-en-Champagne, préfecture de la Marne, à 31 km de Bar-le-Duc, préfecture de la Meuse, et à 19 km de Sainte-Menehould, bureau centralisateur du canton d'Argonne Suippe et Vesle dont dépend Le Châtelier depuis 2015. La commune fait en outre partie du bassin de vie de Sainte-Menehould.
Le Châtelier est limitrophe de 7 communes :
|                        | Givry-en-Argonne | La Neuville-aux-Bois, Les Charmontois |
| Saint-Mard-sur-le-Mont | Châtelier        | Belval-en-Argonne                     |
|                        | Possesse         | Sommeilles                            |

### Hydrographie
La commune est traversée par la ligne de partage des eaux entre les régions hydrographiques « la Seine de sa source au confluent de l'Oise (exclu) » et « la Seine du confluent de l'Oise (inclus) à l'embouchure » au sein du bassin Seine-Normandie. Elle est drainée par le Fossé 03 de la commune de Givry-en-Argonne, le Fossé 03 de la commune des Charmontois, le Fossé 04 de la commune du Châtelier, le ruisseau de la Cote, le ruisseau de l'Étang de Braux Foret, le ruisseau de l'Étang Neuf et le ruisseau des Pres de Givry,.
Sept plans d'eau complètent le réseau hydrographique : l'étang de Braux Forêt (11 ha), l'étang de la Grande Rouillie, d'une superficie totale de 37,5 ha (0 ha sur la commune), l'étang de la Petite Rouillie (6,5 ha), l'étang de la Tilloire (3,5 ha), l'étang Fourchu, d'une superficie totale de 3,1 ha (0,1 ha sur la commune), l'étang Neuf (5,1 ha) et l'étang Nicole (0,3 ha),.

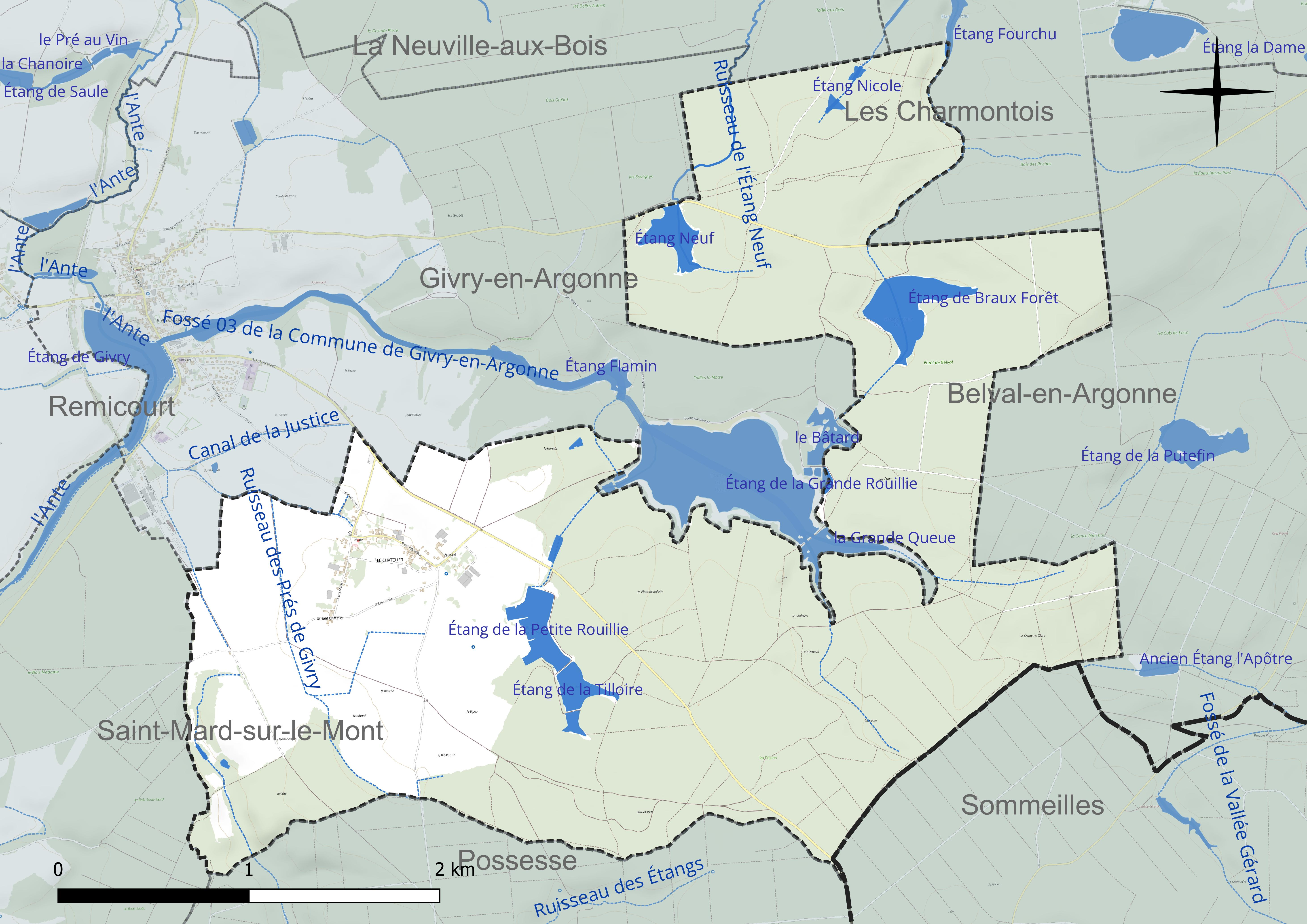
Réseau hydrographique du Châtelier.

### Climat
Pour des articles plus généraux, voir Climat du Grand Est et Climat de la Marne.
En 2010, le climat de la commune est de type climat des marges montargnardes, selon une étude du Centre national de la recherche scientifique s'appuyant sur une série de données couvrant la période 1971-2000. En 2020, Météo-France publie une typologie des climats de la France métropolitaine dans laquelle la commune est exposée à un climat océanique altéré et est dans une zone de transition entre les régions climatiques « Nord-est du bassin Parisien » et « Lorraine, plateau de Langres, Morvan ». 
Pour la période 1971-2000, la température annuelle moyenne est de 10,2 °C, avec une amplitude thermique annuelle de 15,9 °C. Le cumul annuel moyen de précipitations est de 910 mm, avec 13 jours de précipitations en janvier et 9,2 jours en juillet. Pour la période 1991-2020, la température moyenne annuelle observée sur la station météorologique de Météo-France la plus proche, « Triaucourt_sapc », sur la commune de Seuil-d'Argonne à 12 km à vol d'oiseau, est de 11,0 °C et le cumul annuel moyen de précipitations est de 796,7 mm. 
La température maximale relevée sur cette station est de 40,1 °C, atteinte le 25 juillet 2019 ; la température minimale est de −17,8 °C, atteinte le 20 décembre 2009,,. 
Les paramètres climatiques de la commune ont été estimés pour le milieu du siècle (2041-2070) selon différents scénarios d'émission de gaz à effet de serre à partir des nouvelles projections climatiques de référence DRIAS-2020. Ils sont consultables sur un site dédié publié par Météo-France en novembre 2022.

## Urbanisme

### Typologie
Au 1er janvier 2024, Le Châtelier est catégorisée commune rurale à habitat très dispersé, selon la nouvelle grille communale de densité à sept niveaux définie par l'Insee en 2022.
Elle est située hors unité urbaine. Par ailleurs la commune fait partie de l'aire d'attraction de Sainte-Menehould, dont elle est une commune de la couronne,. Cette aire, qui regroupe 50 communes, est catégorisée dans les aires de moins de 50 000 habitants,.

### Occupation des sols
L'occupation des sols de la commune, telle qu'elle ressort de la base de données européenne d’occupation biophysique des sols Corine Land Cover (CLC), est marquée par l'importance des forêts et milieux semi-naturels (76,4 % en 2018), une proportion sensiblement équivalente à celle de 1990 (77,1 %). La répartition détaillée en 2018 est la suivante : 
forêts (76,4 %), terres arables (12,6 %), prairies (7,4 %), zones agricoles hétérogènes (3,2 %), eaux continentales (0,4 %). L'évolution de l’occupation des sols de la commune et de ses infrastructures peut être observée sur les différentes représentations cartographiques du territoire : la carte de Cassini (XVIIIe siècle), la carte d'état-major (1820-1866) et les cartes ou photos aériennes de l'IGN pour la période actuelle (1950 à aujourd'hui).

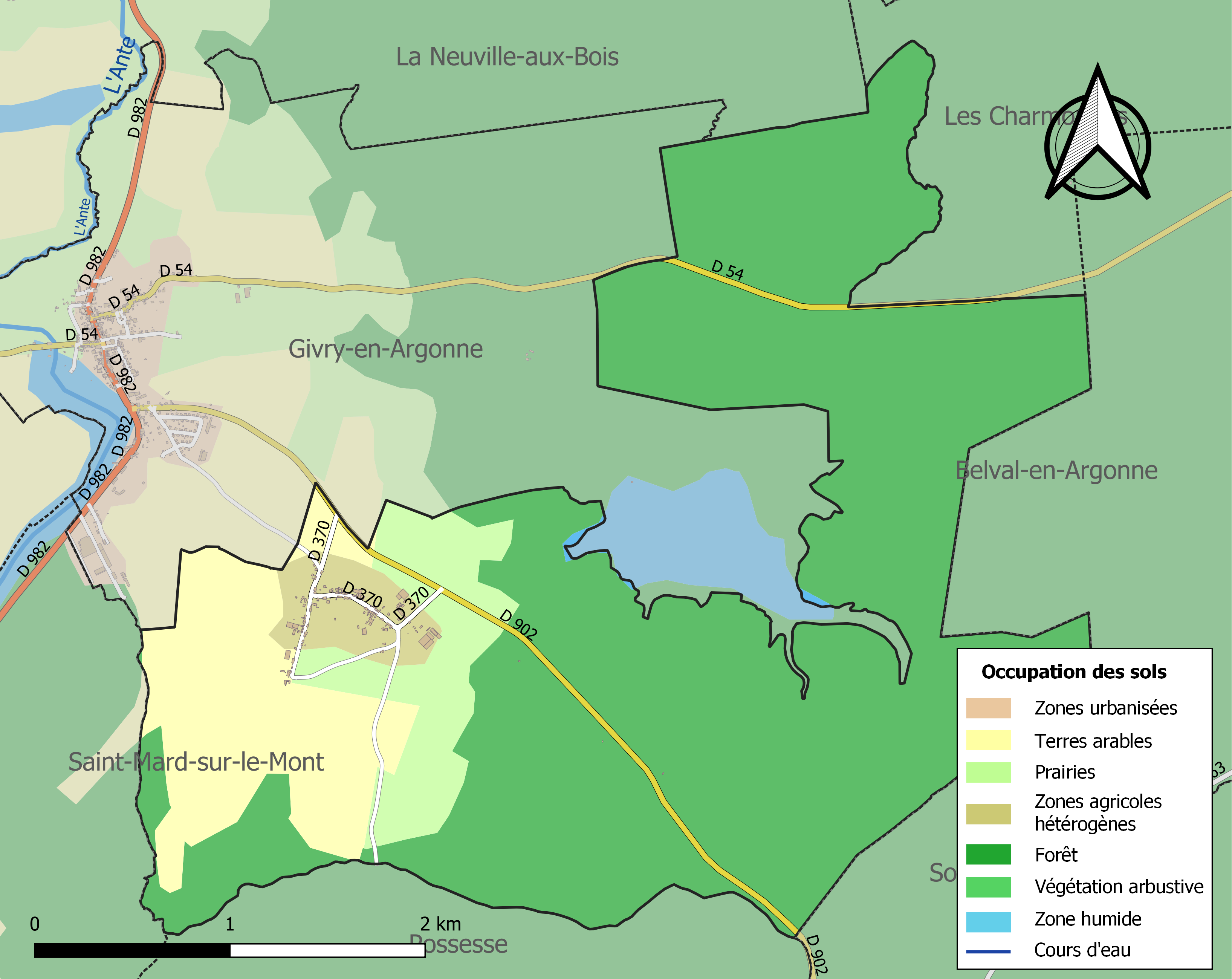
Carte des infrastructures et de l'occupation des sols de la commune en 2018 (CLC).

## Toponymie
Le nom de la localité est attesté sous les formes Castellare (1218) ; Chastelers (vers 1222) ; Le Chasteler (1228) ; Chateleium (1229) ; Castellarium (1233) ; Castellarum (1233) ; Chasteler (1234) ; Le Chasteleir (1237) ; Chastellier (1279) ; Le Chateler (1294) ; Le Chateler de lès Remicourt (1302) ; Le Chasteller (1389) ; Le Chastellier-en-Champaigne (1504) ; Le Chastelier (1510) ; Chastelier (1514) ; Le Chastelliers (1515) ; Le Chastellier-en-Argonne (1566) ; Chastelieres (1606) ; Chasteliere (1633) ; Les Chastilliers (1662) ; Chateliers (1724) ; Le Chatelier (1731) ; Châtellier (XVIIIe siècle).

De l'oïl *chasteler, *chastelier, équivalent du picard *casteler « château » qu'il faut comprendre comme « résidence seigneurale fortifiée ».

## Histoire

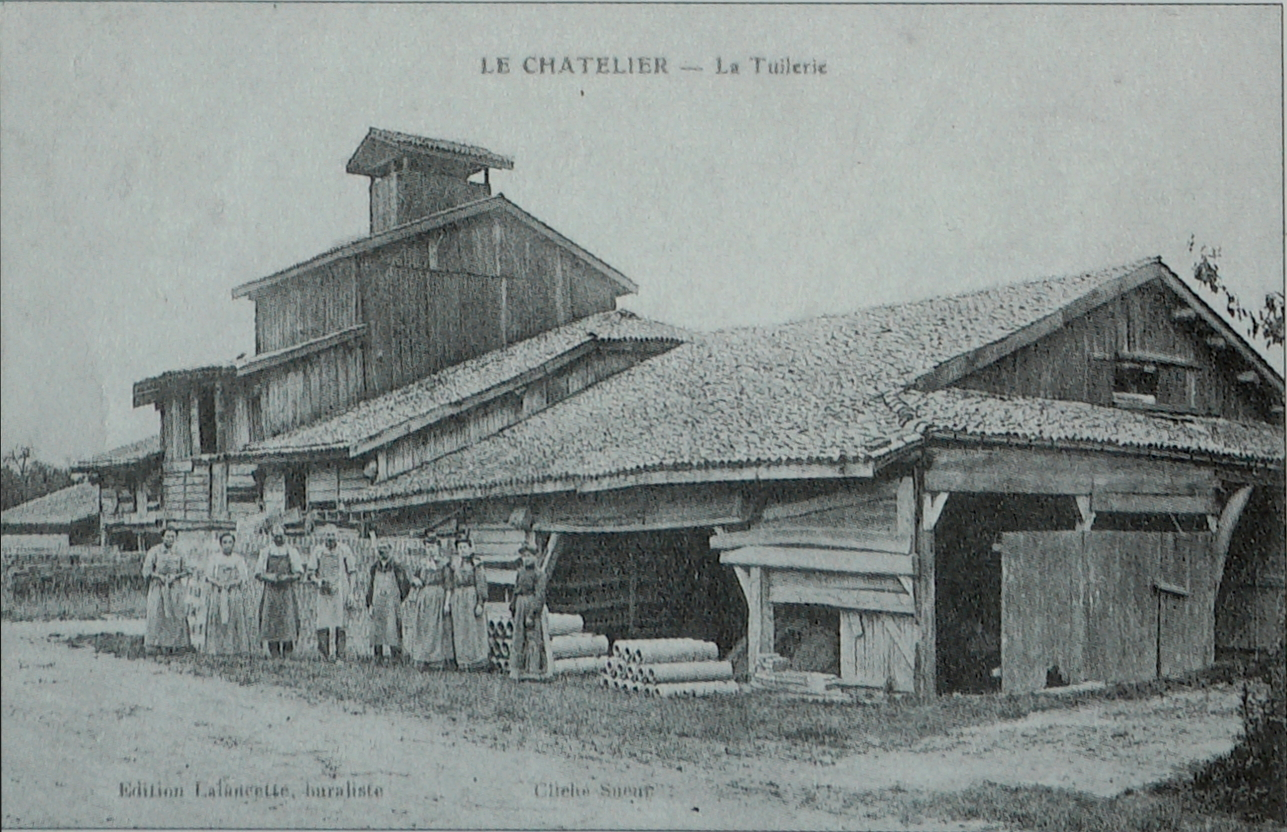
La tuilerie au début du XXe siècle.

## Politique et administration
Par décret du 29 mars 2017, l'arrondissement de Sainte-Menehould est supprimée et la commune est intégrée le 31 mars 2017 à l'arrondissement de Châlons-en-Champagne.

### Intercommunalité
La commune, antérieurement membre de la communauté de communes de la Région de Givry-en-Argonne, est membre, depuis le 1er janvier 2014, de la CC de l'Argonne Champenoise.
En effet, conformément au schéma départemental de coopération intercommunale de la Marne du 15 décembre 2011, cette communauté de communes de l'Argonne Champenoise est issue de la fusion, au 1er janvier 2014,  de : 
- la communauté de communes du Canton de Ville-sur-Tourbe ;
- de la communauté de communes de la Région de Givry-en-Argonne ;
- et de la communauté de communes de la Région de Sainte-Menehould.

Les communes isolées de Cernay-en-Dormois, Les Charmontois, Herpont et Voilemont ont également rejoint l'Argonne Champenoise à sa création.

### Liste des maires
| Période                                  | Période                      | Identité        | Étiquette | Qualité                        |
| ---------------------------------------- | ---------------------------- | --------------- | --------- | ------------------------------ |
| Les données manquantes sont à compléter. |                              |                 |           |                                |
| 1995                                     | 2008                         | Roger Robert    |           |                                |
| 2008                                     | En cours (au 4 juillet 2014) | Gilles François |           | Réélu pour le mandat 2014-2020 |

## Équipements et services publics

### Postes et télécommunications
Deux boîtes aux lettres de La Poste se trouvent sur le territoire de la commune, rue de l'Église et rue des Fontaines. Les bureaux de poste les plus proches sont situés à Seuil-d'Argonne et Revigny-sur-Ornain, dans la Meuse, à environ 12 km du Châtelier.

### Justice, sécurité et secours
Du point de vue judiciaire, Le Châtelier relève du conseil de prud'hommes, du tribunal de commerce, du tribunal judiciaire, du tribunal paritaire des baux ruraux et du tribunal pour enfants de Châlons-en-Champagne, dans le ressort de la cour d'appel de Reims. Pour le contentieux administratif, la commune dépend du tribunal administratif de Châlons-en-Champagne et de la cour administrative d'appel de Nancy.
Le Châtelier est située en secteur Gendarmerie nationale et dépend de la brigade de Givry-en-Argonne.
En matière d'incendie et de secours, la caserne la plus proche est celle de Givry-en-Argonne, rattachée au Service départemental d'incendie et de secours (SDIS) de la Marne. 

## Démographie
L'évolution du nombre d'habitants est connue à travers les recensements de la population effectués dans la commune depuis 1793. Pour les communes de moins de 10 000 habitants, une enquête de recensement portant sur toute la population est réalisée tous les cinq ans, les populations de référence des années intermédiaires étant quant à elles estimées par interpolation ou extrapolation. Pour la commune, le premier recensement exhaustif entrant dans le cadre du nouveau dispositif a été réalisé en 2007.

En 2022, la commune comptait 63 habitants, en évolution de +10,53 % par rapport à 2016 (Marne : −1,19 %, France hors Mayotte : +2,11 %).
| 1793 | 1800 | 1806 | 1821 | 1831 | 1836 | 1841 | 1846 | 1851 |
| ---- | ---- | ---- | ---- | ---- | ---- | ---- | ---- | ---- |
| 245  | 276  | 297  | 286  | 337  | 342  | 370  | 338  | 362  |

| 1856 | 1861 | 1866 | 1872 | 1876 | 1881 | 1886 | 1891 | 1896 |
| ---- | ---- | ---- | ---- | ---- | ---- | ---- | ---- | ---- |
| 331  | 329  | 330  | 308  | 282  | 296  | 278  | 281  | 258  |

| 1901 | 1906 | 1911 | 1921 | 1926 | 1931 | 1936 | 1946 | 1954 |
| ---- | ---- | ---- | ---- | ---- | ---- | ---- | ---- | ---- |
| 229  | 261  | 247  | 205  | 200  | 198  | 175  | 161  | 134  |

| 1962 | 1968 | 1975 | 1982 | 1990 | 1999 | 2006 | 2007 | 2012 |
| ---- | ---- | ---- | ---- | ---- | ---- | ---- | ---- | ---- |
| 120  | 110  | 92   | 87   | 79   | 88   | 63   | 59   | 51   |

| 2017 | 2022 | - | - | - | - | - | - | - |
| ---- | ---- | - | - | - | - | - | - | - |
| 60   | 63   | - | - | - | - | - | - | - |